# Prefissi e prefissoidi della lingua italiana

## Prefissi
| Prefisso                         | Significato                              | Esempi                                                                               |
| -------------------------------- | ---------------------------------------- | ------------------------------------------------------------------------------------ |
| a- / an-                         | privazione o negazione                   | asimmetria, acefalo, asessuato, apolide, anarchia                                    |
| a-                               | avvicinamento, verso qualcuno o qualcosa | apporre, accentrare                                                                  |
| ab-                              | allontanamento, distacco                 | abrogare, abnormale, aborale                                                         |
| acro                             | punto estremo; più alto                  | acropoli, acrocarpo                                                                  |
| ... ⇒ ad-                        | avvicinamento, aggiunta                  | addurre, adsorbire                                                                   |
| ana-                             | di nuovo / contro / inversamente         | anabattista, anacronismo, anagramma                                                  |
| ana-                             | su, sopra                                | anabatico, anadromo                                                                  |
| ana-                             | privazione                               | anatossina, anacloridria                                                             |
| ante- / anti-                    | precedenza / anteriorità                 | antenato, anteporre, antefatto, anticamera, antistante, antivenire                   |
| anti-                            | che si oppone a                          | anticoncezionale, antiatomico, antiallergico, antifurto                              |
| ... ⇒ anto-                      | che si oppone a                          | antonimo, antonomasia                                                                |
| arci-                            | Indica un grado superlativo              | arcinoto, arcistufo                                                                  |
| avan-*                           | che anticipa                             | avanguardia, avanspettacolo                                                          |
| bis-                             | con valore negativo                      | bislungo, bistrattare                                                                |
| circom- / circon-                | intorno                                  | circompadano / circoncisione, circondare, circonflesso                               |
| circum-*                         | intorno                                  | circumterrestre, circumnavigare                                                      |
| cis-*                            | al di qua                                | cisalpino, Cisgender                                                                 |
| con-                             | insieme                                  | condirettore, connazionale, consegnare, condividere, consolare, confrontare, contare |
| ... ⇒ co- (davanti a / s impura) | insieme                                  | coabitare, coscrivere                                                                |
| ... ⇒ com- (davanti b / m / p)   | insieme                                  | combattere, commettere, compaesano                                                   |
| ... ⇒ col- (davanti l)           | insieme                                  | collaborare, collegare                                                               |
| ... ⇒ cor- (davanti r)           | insieme                                  | correggere, corrispondere                                                            |
| contra-*                         | opposto                                  | contraffatto, contraddire, contraccettivo                                            |
| contro-*                         | opposto                                  | controcanto, controfattuale, controbattere                                           |
| contro-*                         | sostituzione                             | controfigura                                                                         |
| contro-*                         | due                                      | controfirma, contromarca                                                             |
| de-                              | sottrarre                                | deumidificare, decalcificato, decapitare                                             |
| de-                              | allontanamento                           | deportare                                                                            |
| de-                              | funzione intensiva                       | deambulare, declamare, delibare, deplorare, descrivere                               |
| di-                              | due                                      | diarchia, dicroismo, dittongo                                                        |
| di-                              | privazione                               | diboscare                                                                            |
| dis-                             | negazione                                | disarmonia, disabile, disfare, disadatto                                             |
| dis- / di-                       | separazione                              | distogliere, divaricare                                                              |
| dis-                             | processo inverso                         | disgelare, disidratazione                                                            |
| emi-*                            | mezzo                                    | emisfero                                                                             |
| endo-                            | dentro                                   | endotelio, endotermico, endoreico                                                    |
| epi-                             | sopra                                    | epicentro, epicarpo                                                                  |
| es- ,e-                          | fuori da                                 | esosfera, esotermico, emigrare                                                       |
| eu-                              | buono                                    | eucaristia, eufonia, euforia                                                         |
| extra-*                          | molto                                    | extrarapido, extralusso, extrastrong, extralarge                                     |
| extra-*                          | fuori                                    | extrasistole, extracomunitario                                                       |
| fra-                             | tra diverse cose, in mezzo               | frammettere, frapporre, frastaglio, frattempo                                        |
| in-                              | dentro                                   | inabissare, incatenare, indurre                                                      |
| ... ⇒ im- (davanti b / m / p)    | dentro                                   | imbarcare , imbeccare, immettere, immagazzinaggio, impaccare, impanare               |
| in-                              | fare diventare                           | incallire, incalorire                                                                |
| ... ⇒ im- (davanti b / m / p)    | fare diventare                           | imbiancare / immalinconirsi, immiserire / impaludarsi, impolverare                   |
| ... ⇒ il- (davanti l)            | fare diventare                           | illimpidire, illuminare                                                              |
| ... ⇒ ir- (davanti r)            | fare diventare                           | irradiato, irrobustire, irruvidire                                                   |
| in-                              | negazione                                | inesperienza, incapace, infelice, inadatto,infedele                                  |
| ... ⇒ im- (davanti b / m / p)    | negazione                                | imberbe, imbelle / immacolato, immateriale / impossibile, impazienza                 |
| ... ⇒ il- (davanti l)            | negazione                                | illegale, illeggibile                                                                |
| ... ⇒ ir- (davanti r)            | negazione                                | irraccontabile, irrisolvibile                                                        |
| infra-*                          | sotto                                    | infrastruttura, infrarosso                                                           |
| inter-                           | fra, tra                                 | interregno, internazionale, intercorrere                                             |
| intra-                           | dentro                                   | intramolecolare, intraprendere                                                       |
| iper-*                           | accrescitivo                             | ipermercato, iperattivo, ipernutrire                                                 |
| ipo-*                            | al di sotto                              | ipoalimentazione, ipocalorico, iponutrirsi                                           |
| iuxta- *                         | vicino, prossimo                         | iuxtaluminale (prossima al lume)                                                     |
| meta-*                           | oltre, al di là                          | metalinguaggio, metagiuridico, metafisica                                            |
| ob-                              | contro, verso                            | obbligare, obbedire, obliterare                                                      |
| oltre-*                          | oltre, al di là                          | oltretomba, oltremarino, oltrepassare                                                |
| ... ⇒ ultra-*                    | oltre, al di là                          | ultraterreno, ultramontano, ultravioletto                                            |
| post-                            | dopo                                     | postmoderno, postdatare                                                              |
| pre-                             | prima                                    | preguerra, prematrimoniale, prevedere, prematuro, pregustare                         |
| pre-                             | preminenza, preferenza                   | prediligere, predilezione                                                            |
| pro-                             | a favore di                              | pro-aborto, pro-americano                                                            |
| pro-                             | chi fa le veci                           | proconsole, prosegretario                                                            |
| pro-                             | estensione                               | proclamare, propagare, procreare                                                     |
| pro-                             | parentela indiretta (anteriorità)        | prozio, pronipote                                                                    |
| pro-                             | prima di                                 | proscimmia, pro-ventriglio                                                           |
| ... ⇒ proto-                     | prima di                                 | protolingua, prototipo                                                               |
| quadri-                          | quattro                                  | quadrilione, quadrilatero                                                            |
| ... ⇒ quadru-                    | quattro                                  | quadruplo, quadrumviro                                                               |
| quinqu-                          | cinque                                   | quinquennio                                                                          |
| ... ⇒ quinque-                   | cinque                                   | quinquefolia                                                                         |
| ... ⇒ quint-                     | cinque                                   | quintuplo, quintessenza                                                              |
| re- / ri-                        | valore ripetitivo                        | redistribuire , reidratare / ridiscutere, ristretto, ricurvo                         |
| ... ⇒ ra--                       | di nuovo                                 | rabbattere, raccerchiare, raddolcimento                                              |
| ... ⇒ ri--                       | di nuovo                                 | riaccendere, riacquisto, riaffermare                                                 |
| ... ⇒ red-                       | valore ripetitivo                        | redarguire, redimere                                                                 |
| ... ⇒ rin-                       | di nuovo                                 | rincollerire, rincominciare, ringiovanire                                            |
| retro-*                          | dietro                                   | retrobottega, retroattivo, retrodatare                                               |
| s-                               | contrario                                | sblocco, sfortunato, sbalzare, scontento, sgradito, scortese                         |
| semi-*                           | parzialmente                             | semicerchio, semideserto                                                             |
| sin-                             | unione, comunanza, contemporaneità       | sinergia, sintassi, sinfonia, sintonia                                               |
| ... ⇒ sil- (davanti l)           | insieme                                  | sillaba                                                                              |
| ... ⇒ sim- (davanti b / m / p)   | insieme                                  | simbolo / simmetria / simpatia                                                       |
| ... ⇒ sis- (davanti s)           | insieme                                  | sissizio                                                                             |
| sopra- *                         | sopra, eccessivo                         | sopraddote, sopraesposto, sopraeccitare                                              |
| ... ⇒ sor- *                     | sopra                                    | sorpasso, sorvegliare, sorvolare                                                     |
| ... ⇒ sovra-                     | sopra, eccessivo                         | sovraccarico, sovrastrutturale, sovrapporre                                          |
| sotto-*                          | sotto, non abbastanza                    | sottocommissione, sottostimato, sottoutilizzare                                      |
| ... ⇒ so-                        | sotto / di sotto in su / attenuazione    | soccombere / sollevare, sobbalzo / sorridere, soffermare                             |
| sotto-*                          | suddivisione                             | sottoclasse, sottocommissione                                                        |
| stra-                            | molto                                    | stragrande, stravedere                                                               |
| stra-                            | fuori                                    | straordinario, stracollare, strapiombare                                             |
| sub-                             | sotto                                    | subappalto, subalpino, subaffittare                                                  |
| super-                           | al di sopra                              | superburocrate, supermodesto, supervisionare                                         |
| sur-                             | al di sopra, di più                      | survoltaggio, surreale, surriscaldare                                                |
| tra-                             | passare                                  | trafugare, traghettare, trapianto                                                    |
| tra-                             | tra diverse cose, in mezzo               | tramezzare, tramestare                                                               |
| tra-                             | attraverso                               | trafiggere, tramontana, traforo                                                      |
| tra-                             | al di là                                 | trascrivere, traballare, traboccare                                                  |
| trans-                           | oltre, al di là, attraverso              | transcodifica, transalpino                                                           |
| ... ⇒ tras-                      | oltre, al di là, attraverso              | traslocare, trasmettere, trasmodare, trasmutazione                                   |
| tri-                             | tre                                      | triangolo, triciclo, tridente                                                        |

*prefissi che in alcuni dizionari potrebbero essere indicati come prefissoidi o primi elementi.

## Prefissoidi
I prefissoidi sono prefissi che indicano altre proprietà della parola stessa su cui sono attaccati (spesso sono più lunghi dei prefissi), la derivazione, di solito, è latina o greca.
| Prefissoide                       | Significato                                 | Esempi                                          |
| --------------------------------- | ------------------------------------------- | ----------------------------------------------- |
| acanto-                           | spina                                       | acantocefalo, acantofide                        |
| acro-                             | alto, posto all'estremità                   | acropoli, acrocefalia                           |
| aden(o)-                          | ghiandola                                   | adenite, adenoide                               |
| aero- / areo-                     | leggero, poco denso                         | aerofagia, aerometro                            |
| aero-                             | rimanda al campo semantico dell'aeronautica | aerodinamica, aeronautica, aeroplano, aeroporto |
| agi(o)-                           | santo                                       | agiografia, agionimo                            |
| agri-                             | rimanda al campo semantico dell'agricoltura | agriturismo, agricoltore                        |
| alg(o)- / alges-                  | dolore                                      | algolagnia, algometro                           |
| all(o)-                           | altro                                       | allogeno, alloglotto                            |
| al(o)-                            | sale                                        | alofita, alogeno                                |
| ambi-                             | entrambi                                    | ambivalente, ambidestro                         |
| ampelo-                           | uva                                         | ampeloterapia                                   |
| andro-                            | uomo (sesso maschile)                       | androgino, andrologo                            |
| anemo-                            | vento                                       | anemometro                                      |
| angi(o)-                          | vaso, vena                                  | angiopatia                                      |
| anglo-                            | inglese                                     | anglofono                                       |
| ant(o)-                           | fiore                                       | antofillo, antologia                            |
| antrac(o)-                        | carbone                                     | antracene, antracosi                            |
| antropo-                          | uomo (specie umana)                         | antropofago, antropologia                       |
| aplo-                             | semplice                                    | aplologia                                       |
| apo-                              | allontanamento, separazione                 | apogeo                                          |
| aracno-                           | ragno                                       | aracnofobia                                     |
| archeo-                           | antico                                      | archeologia                                     |
| archi-                            | primo, capo                                 | arcangelo, architrave                           |
| arci-                             | come "archi-"                               | arcidiavolo, arciprete                          |
| aristo-                           | migliore                                    | aristocrazia                                    |
| artr(o)-                          | articolazione                               | artropatia, artrosi                             |
| aster(o)- / astro-                | astro, stella                               | astronomia, astrologia                          |
| attino-                           | raggio                                      | attinometria                                    |
| auto-                             | sé stesso                                   | autodidatta, automobile, autocritica            |
| auto-                             | abbreviazione di "automobile"               | autoambulanza, autocarro                        |
| balan(o)-                         | glande                                      | balanite                                        |
| baro-                             | pressione                                   | barometro, barografo                            |
| bati-                             | profondo                                    | batiscafo, batisfera                            |
| bis- / bi-                        | due, doppio, due volte                      | bisnonno, biscotto, bipede, bisettimanale       |
| biblio-                           | libro                                       | biblioteca, bibliografia                        |
| bio-                              | vita                                        | biologia, biografia                             |
| blast(o)-                         | germe, embrione, cellula                    | blastocele, blastomicete                        |
| blefar(o)-                        | palpebra                                    | blefarostato                                    |
| botrio-                           | grappolo                                    | botriomicosi                                    |
| brachi-                           | corto, breve                                | brachicefalia, brachimorfo                      |
| bradi-                            | lento                                       | bradicardia, bradisismo                         |
| brio-                             | muschio                                     | briofite                                        |
| bronto-                           | tuono                                       | brontofobia, brontosauro, brontoscopia          |
| caco- / cach-                     | cattivo                                     | cacografia, cacofonia                           |
| calco-                            | rame                                        | calcotipia                                      |
| calli- / callo- / calo-           | bello                                       | calligramma                                     |
| cardio-                           | cuore                                       | cardiologia, cardioscopia                       |
| cario-                            | nucleo, seme                                | cariocinesi                                     |
| carp(o)-                          | frutto                                      | carpologia                                      |
| cefal(o)-                         | testa, capo                                 | cefaloplegia                                    |
| ceno-                             | in comune                                   | cenobio                                         |
| ceno-                             | nuovo, recente                              | cenozoico                                       |
| ceno-                             | vuoto                                       | cenotafio                                       |
| cerat(o)- / cherat(o)-            | corneo                                      | cheratite, cheratoplastica                      |
| cerco-                            | coda                                        | cercopiteco                                     |
| cerebro-                          | cervello                                    | cerebrospinale, cerebropatia                    |
| cheil(o)- / chilo-                | labbro                                      | cheilodieresi, cheiloschisi                     |
| chet(o)-                          | avente peli                                 | chetognati                                      |
| chilo- / kilo-                    | mille                                       | chilometro, chilogrammo                         |
| chir(o)- / cheiro-                | mano                                        | chirografo, chiromanzia, chirotteri             |
| cian(o)-                          | azzurro                                     | cianotico                                       |
| cicl(o)-                          | cerchio, circolo                            | ciclometria, ciclomotore                        |
| cinesi- / cinemat(o)- / cinet(o)- | movimento                                   | cinesiterapia                                   |
| cine-                             | abbreviazione di "cinematografo"            | cineteca, cineamatore, cinefilo                 |
| cino-                             | cane                                        | cinofilo, cinodromo                             |
| cist(o)-                          | vescica                                     | cistoscopia, cistotomia                         |
| cit(o)-                           | cellula                                     | citocromo, citoplasma                           |
| clor(o)-                          | giallo-verde o presenza di cloro            | cloroformio, cloroplasto                        |
| col(e)-                           | bile                                        | coleciti, colemia                               |
| colp(o)-                          | vagina                                      | colporragia, colposcopia                        |
| condr(o)- / condrio-              | cartilagine                                 | condriomia, condrologia                         |
| copro-                            | escremento, osceno                          | coprofagia, coprolalia                          |
| cosmo-                            | mondo, universo                             | cosmonauta, cosmogonia, cosmopolita             |
| crio-                             | freddo, ghiaccio                            | crioterapia, criogenia                          |
| cripto- / critto-                 | nascosto, segreto                           | criptonimo, criptozoologia, crittografia        |
| criso- / cris-                    | oro                                         | crisoelefantino                                 |
| cromo-                            | colore                                      | cromoforo, cromografia, cromosoma               |
| crono-                            | tempo                                       | cronometro, cronografo, cronologia              |
| dattilo-                          | dito                                        | dattilografo, dattiloscritto                    |
| demo-                             | popolo                                      | democrazia, demoscopia                          |
| dermato- / dermo-                 | pelle                                       | dermatologo, dermopatia                         |
| dinamo-                           | forza                                       | dinamometro                                     |
| eco-                              | casa, ambiente                              | ecologia, economia                              |
| eco-                              | suono, eco                                  | ecografia, ecolalia                             |
| eli-                              | abbreviazione di "elicottero"               | eliporto                                        |
| elio-                             | sole                                        | eliocentrico, elioterapia                       |
| emat(o)- / emo-                   | sangue                                      | ematologo, ematuria, emoglobina                 |
| embrio-                           | embrione, feto                              | embriologia, embriotomia                        |
| emero-                            | giorno                                      | emeroteca                                       |
| endo-                             | interno                                     | endoscopare, endocrino                          |
| eno-                              | vino                                        | enologia, enoteca                               |
| epat(o)-                          | fegato                                      | epatologo                                       |
| equi-                             | uguale                                      | equidistante                                    |
| erio-                             | lana                                        | eriocalco, eriosoma                             |
| eritro-                           | rosso, globulo rosso                        | eritrocita, eritropoietina                      |
| eso-                              | esterno                                     | esonimo                                         |
| etero-                            | diverso                                     | eterosessuale, eterocellulare                   |
| ex-                               | non più attuale                             | exmoglie                                        |
| ezio-                             | causa                                       | eziologia, eziotropo                            |
| fil(o)-                           | amico                                       | filosofo, filantropo                            |
| filo-                             | discendenza                                 | filogenesi                                      |
| filo-                             | trasporto mediante filo                     | filodiffusione, filobus                         |
| fito-                             | pianta                                      | fitologia, fitofagia                            |
| fluvio-                           | fiume                                       | fluviometro                                     |
| fono-                             | suono, voce                                 | fonografo, fonologia                            |
| foto-                             | luce                                        | fotografia, fotosintesi                         |
| foto-                             | abbreviazione di "fotografia"               | fotoromanzo, fotoamatore                        |
| gaster(o)- / gastr(o)             | stomaco, ventre                             | gasteropode, gastrointestinale                  |
| geo-                              | terra, mondo                                | geologia, geografia, geocentrico                |
| geo-                              | abbreviazione di "geografia"                | geopolitica                                     |
| gino- / ginec(o)-                 | donna                                       | ginolatria, ginecologo, gineceo                 |
| glico-                            | dolce                                       | glicogeno, glicolisi                            |
| glitto-                           | intaglio, incisione                         | glittografia, glittoteca                        |
| glotto-                           | lingua                                      | glottotecnica                                   |
| ideo-                             | idea                                        | ideologia, ideogramma                           |
| idr(o)-                           | acqua                                       | idrofilia, idrofobia, idroscafo                 |
| igro-                             | umidità                                     | igrometro                                       |
| ipno-                             | sonno                                       | ipnotismo                                       |
| ippo-                             | cavallo                                     | ippodromo, ippopotamo                           |
| iso-                              | uguale                                      | isocrono, isoscele, isostasia                   |
| lito-                             | roccia                                      | litosfera, litografia                           |
| logo-                             | discorso                                    | logogrifo, logopedia                            |
| macro-                            | grande                                      | macromolecola, macrocosmo                       |
| maxi-                             | grande                                      | maxicappotti                                    |
| mega- / megalo-                   | grande                                      | megafono, megalomania                           |
| melan(o)-                         | scuro, nero                                 | melanoma, melanuria                             |
| melo-                             | canto                                       | melodramma, melofobo                            |
| metro-                            | misura                                      | metronomo                                       |
| metro-                            | utero                                       | metrotomia, metralgia                           |
| metro-                            | abbreviazione di "metropoli"                | metronotte                                      |
| micro-                            | piccolo                                     | microscopio, microeconomia                      |
| mini-                             | piccolo                                     | minigonna, minigolf                             |
| mono-                             | uno solo                                    | monocellulare, monolito                         |
| morfo-                            | forma                                       | morfologia                                      |
| multi-                            | di molti                                    | multicolore, multiforme                         |
| necro- / negro-                   | morte, defunti                              | necrofagia, necrofilia, negromanzia             |
| nefr(o)-                          | rene                                        | nefrologo, nefrite                              |
| neo-                              | nuovo, recente                              | neonazista, neologismo, neolitico               |
| neuro- / nevro-                   | nervo, nervoso                              | neurologo, neuropsichiatra, nevroglia           |
| noso-                             | malattia                                    | nosofobia                                       |
| oligo-                            | poco, pochi, scarsità                       | oligopolio, oligosaccaride, oliguria            |
| omeo-                             | simile                                      | omeostasi, omeopatia                            |
| omo-                              | stesso                                      | omosessuale, omonimo                            |
| onico-                            | unghia                                      | onicofagia                                      |
| onni-                             | tutto                                       | onnipotente, onnivoro                           |
| ornito-                           | uccello                                     | ornitologo                                      |
| oro-                              | montagna                                    | orogenesi, orografia                            |
| orto-                             | dritto                                      | ortogonale, ortografia                          |
| osteo-                            | osso                                        | osteoblasto, osteopatia                         |
| paleo-                            | antico                                      | paleontologo, paleocristiano                    |
| para-                             | vicino, affine, alterato                    | paramedico, paranormale                         |
| pato-                             | sofferenza                                  | patologo, patogeno                              |
| peri-                             | intorno                                     | pericardio, perielio, perifrasi                 |
| piro-                             | fuoco                                       | piromane, piroclastico, pirotecnico             |
| pluri-                            | molteplici                                  | plurilingue, pluricentrico                      |
| pluto-                            | ricchezza                                   | plutocrazia                                     |
| pluvio-                           | pioggia                                     | pluviometro, pluvioscopio                       |
| pneumo- / pneumato-               | aria, respiro                               | pneumotorace, pneumatologia                     |
| pneumo-                           | polmone                                     | pneumopatia, pneumologia                        |
| poli-                             | di molte cose                               | polivalente                                     |
| pseudo-                           | falso, simile esteriormente                 | pseudonimo, pseudopodo                          |
| psic(o)-                          | mente, anima, inconscio                     | psicologia, psicocinesi, psicopompo             |
| radio-                            | radiazioni, onde elettromagnetiche          | radioattivo, radiologia, radiotelefono          |
| radio-                            | abbreviazione di "radiofonia"               | radioascoltatore, radioabbonato                 |
| seleno-                           | luna                                        | selenografia, selenitico                        |
| silo- / xilo-                     | legno                                       | silografia, siloteca, xilofono                  |
| sismo-                            | terremoto                                   | sismografo, sismologo                           |
| socio-                            | società                                     | sociologia, sociolinguistica                    |
| splancno-                         | viscere                                     | splancnologia                                   |
| spiro-                            | spirale                                     | spirocheta                                      |
| spiro-                            | soffio                                      | spirometria                                     |
| spleno-                           | milza                                       | splenomegalia                                   |
| stereo-                           | solido, spaziale, tridimensionale           | stereoscopia, stereofonico                      |
| stom(o)- / stomato-               | bocca                                       | stomodeo, stomatologia, stomatopode             |
| tachi-                            | veloce                                      | tachicardia, tachimetro                         |
| talasso-                          | mare                                        | talassocrazia                                   |
| tecno-                            | tecnica                                     | tecnologia, tecnocrazia                         |
| tele-                             | lontano                                     | televisore, telepatia                           |
| tele-                             | abbreviazione di "televisione"              | telefilm, telecamera                            |
| telo-                             | fine, termine                               | telomero, telofase, teleologia                  |
| teo-                              | Dio                                         | teologia, teocrazia                             |
| terato-                           | mostro                                      | teratologia, teratogeno                         |
| terio-                            | animale                                     | teriomorfo                                      |
| termo-                            | calore                                      | termometro, termosifone                         |
| tipo-                             | stampo, modello                             | tipografia, tipologia                           |
| topo-                             | luogo                                       | toponimo, topologia                             |
| trico-                            | pelo, capello                               | tricologia, tricofobia                          |
| tropo-                            | che assume una determinata direzione        | troposfera, tropologia                          |
| ultra-                            | molto                                       | ultranazionalista                               |
| vermi-                            | verme                                       | vermifugo                                       |
| vice-                             | al posto di                                 | viceré                                          |
| xanto- / santo-                   | giallo                                      | xantofilla, xantofilla, xantopsia               |
| xeno-                             | straniero                                   | xenofobia, xenoglossia                          |
| xero-                             | secco                                       | xerofilo, xerografia                            |
| zoo-                              | animale                                     | zoofilia, zoologia                              |